# Домнино (Тюменская область)
Домнино — село в Вагайском районе Тюменской области России. Входит в состав Зареченского сельского поселения.

## География
Село находится в восточной части области, в северной части района, в пределах подтаёжно-лесостепного района лесостепной зоны, на правом берегу реки Агитки, на расстоянии примерно 21 километра (по прямой) к юго-востоку от села Вагай, административного центра района.
Абсолютная высота — 44 метра над уровнем моря.
Часовой пояс
Село Домнино, как и вся Тюменская область, находится в часовой зоне МСК+2. Смещение применяемого времени относительно UTC составляет +5:00.

## Население
| 2010 |
| ---- |
| 34   |

Половой состав
По данным Всероссийской переписи населения 2010 года в гендерной структуре населения мужчины составляли 55,9 %, женщины — соответственно 44,1 %.
Национальный состав
Согласно результатам переписи 2002 года, в национальной структуре населения русские составляли 62 %, татары — 29 % из 55 чел..

## Инфраструктура
Личное подсобное хозяйство.

## Транспорт
На северной окраине проходит автодорога общего пользования межмуниципального значения 71Н-507 «Тобольск — Вагай» (идентификационный номер 71 ОП МЗ 71Н-507). Остановка общественного транспорта «Домнино», на сентябрь 2020 автобусные маршруты 124, 814.